# Jean Becker

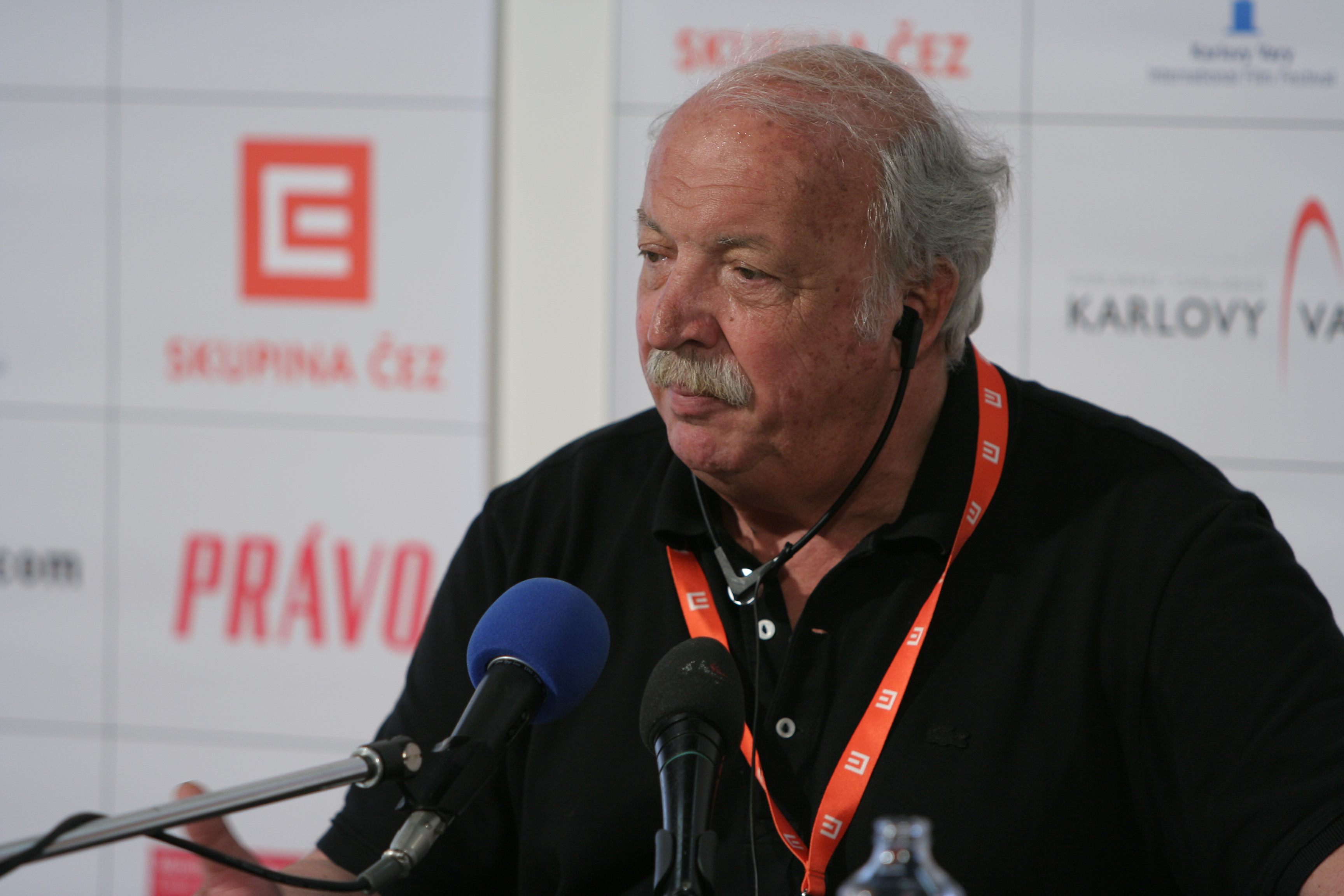
Jean Becker en el Festival Internacional de Cine de Karlovy Vary (2007).

Jean Becker (París, 10 de mayo de 1933) es un director, actor y guionista de cine francés. Es hijo del director Jacques Becker y hermano del director de fotografía Étienne Becker.

## Biografía
Comienza su carrera como ayudante de dirección de su padre en No toquéis la pasta (Touchez pas au grisbi, 1953), Los amantes de Montparnasse (Montparnasse 19, 1958) y La evasión (Le Trou, 1959), y posteriormente con Julien Duvivier y Henri Verneuil.
Tras el fallecimiento de su padre, al finalizar La evasión, Jean se lanza a la aventura de la dirección con Un tal La Rocca (Un nommé La Rocca, 1961) con Jean-Paul Belmondo, al que vuelve a dirigir en A escape libre (Echappement libre, 1964) y Dulce gamberro (Tendre voyou, 1966), películas que obtendrán una buena acogida entre el público.
Tras dirigir la comedia Pas de caviar pour tante Olga (1965) y la exitosa serie de televisión Les Saintes Chéries, hace una larga pausa de casi veinte años antes de regresar al primer plano del mundo cinematográfico con Verano asesino (L'Été meurtrier, 1983) con Isabelle Adjani y Alain Souchon. La película obtiene un enorme éxito y es candidata en Cannes a la Palma de Oro y a los César.
En 1986, obtiene el César al mejor filme publicitario por Le Clémenceau (Citroën).
Tras la gran acogida por parte de crítica y público de Elisa (1995), con Vanessa Paradis y Gérard Depardieu, Becker realiza tres filmes rodados en torno los mismos actores, entre los que se encuentran Jacques Villeret, Suzanne Flon y André Dussollier : la aclamada La fortuna de vivir (Les Enfants du marais, 1998), Un crimen en el paraíso (Un crime au paradis, 2000), inspirada en la obra de Sacha Guitry La Poison (1951), y Los jardines de la memoria (Effroyables jardins, 2003) a partir del libro homónimo de Michel Quint.
Ha dirigido a Daniel Auteuil y Jean-Pierre Darroussin en Conversaciones con mi jardinero (Dialogue avec mon jardinier, 2007) en la que también es guionista.
Estrenada en 2008 y en tareas de guionista, ha dirigido Dejad de quererme (Deux jours à tuer).

## Filmografía como director
- Un tal La Rocca (1961)
- A escape libre (1964)
- Pas de caviar pour tante Olga (1965)
- Les Saintes Chéries (1965) (serie de televisión)
- Dulce gamberro (1966)
- Verano asesino (1983)
- Contre l'oubli (1991)
- Elisa (1995)
- La fortuna de vivir (1998)
- Les Enfants du marais (1999)
- Un crimen en el paraíso (2001)
- Los jardines de la memoria (2003)
- Conversaciones con mi jardinero (2006)
- Deux jours à tuer (2008)
- La tête en friche (Mis tardes con Margaritte) (2010)
- Bienvenue parmi nous (Mi encuentro con Marilou) (2012)
- Bon Rétablissement (Unos días para recordar) (2014)
- Le Collier rouge (2018)
- Les Volets verts (2022)